# مردیان
مَردها یا ماردها (به انگلیسی: Mardians) قبیله بزرگی از پارس‌ها بودند که به صورت کوچ نشینی زندگی میکرند. آنها در جنگجویی و کمان افکنی همواره زبانزد بودند. این قوم در کوه‌های باختر فارس زندگی می‌کردند محل زندگی آنها با لُر بزرگ کنونی منطبق است. بدین جهت نباید آنها را با قوم باستانی آمارد ساکن در سواحل جنوبی دریای خزر اشتباه گرفت

## معنی مَرد
این لفظ احتمالاً معنی «پهلوان» و «نیرومند» بدهد. در زبان عیلامی نام این قوم هپاردیپ یا هپردیپ ذکر می‌شد چنانچه این نام در حجاری‌های مال میر به عنوان قومی ساکن در کوهستان‌های عیلام منقوش است